# Lepidosaphes ussuriensis
Lepidosaphes ussuriensis är en insektsart som först beskrevs av Borchsenius 1962.  Lepidosaphes ussuriensis ingår i släktet Lepidosaphes och familjen pansarsköldlöss. Inga underarter finns listade i Catalogue of Life.